# 美国诉比莉·哈乐黛
《美国诉比莉·哈乐黛》（英語：The United States vs. Billie Holiday）是2021年美国传记片，改编自约翰·哈里的传记《追逐尖叫：毒品战争的首日与终日》，讲述了美国歌手比莉·荷莉戴的生平。影片由李·丹尼尔斯执导，安德拉·戴担纲主角，特雷凡特·罗兹、娜塔莎·雷昂、蓋瑞特·荷德倫联袂出演。
影片原定由派拉蒙影业在院线发行，但后来于2020年12月被流媒体平台Hulu买下版权，2021年2月26日上线。影评人对影片的评价褒贬不一，尽管戴的表现获得认可，但执导和剧本被指失去焦点。戴凭借本片获提名奥斯卡最佳女主角奖，获金球獎最佳戲劇類電影女主角。影片主题曲《Tigress and Tweed》被提名为金球獎最佳原創歌曲。

## 梗慨
1940年代，美国政府将毒品战争种族化，盯上黑人爵士歌手比莉·荷莉戴，竭力阻止她演唱她个人的争议性歌曲《Strange Fruit》。

## 阵容
- 安德拉·戴 饰 比莉·荷莉戴
- 特雷凡特·罗兹（英语：Trevante Rhodes） 饰 吉米·弗莱彻（Jimmy Fletcher）
- 娜塔莎·雷昂 饰 塔卢拉·班克黑德
- 蓋瑞特·荷德倫 饰 哈里·J·安斯林格（英语：Harry J. Anslinger）
- 劳伦斯女士（Miss Lawrence）饰 弗雷迪女士（Miss Freddy）
- 罗布·摩根 饰 路易斯·麦凯（Louis McKay）
- 达明·乔伊·伦道夫 饰 罗斯林（Roslyn）
- 埃文·罗斯（英语：Evan Ross） 饰 山姆·威廉姆斯（Sam Williams）
- 泰勒·詹姆斯·威廉姆斯（英语：Tyler James Williams） 饰 莱斯特·杨
- 汤·贝尔（英语：Tone Bell） 饰 约翰·李维（英语：John Levy (musician)）
- 埃里克·拉雷·哈維 饰 门罗（Monroe）
- 梅尔文·格雷格（英语：Melvin Gregg） 饰 乔·盖伊（英语：Joe Guy (musician)）
- 达娜·戈里尔（英语：Dana Gourrier） 饰 莎拉·法根（Sarah Fagan）
- 莱斯利·乔丹（英语：Leslie Jordan） 饰 雷金纳德·洛德·迪瓦恩（Reginald Lord Devine）

## 制作
比莉·荷莉戴传记片的开发工作于2019年9月宣布，李·丹尼尔斯担任导演，主角为安德拉·戴，特雷凡特·罗兹、蓋瑞特·荷德倫和娜塔莎·雷昂联袂出演。当月晚些时候，埃文·罗斯、达娜·戈里尔和埃里克·拉雷·哈維加入剧组。10月，其他成员加入。戴表演表演资历浅，丹尼尔斯担心她能否胜任该角色，但是她的表演教练给他发去一段iPhone视频，展示她的演技，打消了他的疑虑。
影片于2019年10月6日在蒙特利尔开拍。

## 发行
影片于2021年2月26日上映，2020年7月派拉蒙影业买下影片发行权，原定于2021年2月12日发行，后于2020年11月推迟两个星期至2月26日。2020年12月，Hulu买下影片美国发行权。

## 评价

### 收视率
Hulu称影片上线首三天成为观看人数最多的作品，Samba TV估计影片美国收视率达28.7万。

### 专业评价
汇总媒体爛番茄收录158条评论，平均得分5.4/10，网站共识写道：“尽管《美国诉比莉·哈乐黛》对主题超然性的表述暧昧，安德拉·戴的表演还是很聪明地弥补了这点不足之处。”Metacritic收录43条评论，平均得分52/100，表示“褒贬不一或口碑平平”。
《好莱坞报道者》的大卫·鲁尼认为：“戴让人甚为陶醉，在缺乏有力连接线索的情况下，为各部分安排了精彩的地方，即便李·丹尼尔斯这部笨拙的传记剧情片，因为风格的不一致和叙事的不足而脱线。这部作品很糟糕，尽管在主角出离愤怒的表演下，也有吸引人的一面，但是显得粗糙、脆弱。”《综艺》的欧文·格里伯曼赞扬戴的演技：“在这部无规则延伸、撕裂，但在情感上有点反复无常、背景设在哈乐黛人生最后一年的这部传记片中，戴赋予比莉珍珠般灿烂的声音。这般声音随时间变化，变得粗犷、坚硬，我们在比莉身上同样能看到这种演变。”
《Deadline Hollywood》的彼特·哈蒙德（Pete Hammond）认为：“对于戴的表演，你简直不能挑剔太多，尤其是对她这位首次亮相的演员。她能捕捉到哈乐黛的神韵，以及这位受压迫的艺术家的原始、真诚一面，展现出她认为艺术和天赋能让世界更加公平的信念。”《卫报》的彼得·布拉德肖（Peter Bradshaw）给出2/5星的评价，认为：“戴的演绎发自肺腑，但导演和剧情费劲，缺乏丹尼尔斯之前作品《天生不是寶貝》（2009）和《送报男孩》（2012）中的神气和不准确。影片笼罩着庄严、敬仰的氛围，但直接被音乐本身消除。”《DiscussingFilm》打出3/5星的评分，认为戴的表演是这部本该令人难忘但胡乱的影片中，唯一让人难忘的部分。

### 奖项
| 日期          | 大奖             | 奖项                 | 获得者                                          | 结果 | 参考   |
| ------------- | ---------------- | -------------------- | ----------------------------------------------- | ---- | ------ |
| 2021年4月25日 | 奥斯卡金像奖     | 最佳女主角           | 安德拉·戴                                       | 提名 | [ 20 ] |
| 2021年3月7日  | 评论家选择电影奖 | 最佳女主角           | 安德拉·戴                                       | 提名 | [ 21 ] |
| 2021年3月7日  | 评论家选择电影奖 | 最佳化妝與髮型設計   | 《美国诉比莉·哈乐黛》                           | 提名 | [ 21 ] |
| 2021年3月7日  | 评论家选择电影奖 | 最佳電影原創歌曲     | 《Tigress & Tweed》（安德拉·戴和拉斐尔·萨迪克） | 提名 | [ 21 ] |
| 2021年2月28日 | 金球獎           | 最佳戲劇類電影女主角 | 安德拉·戴                                       | 獲獎 | [ 22 ] |
| 2021年2月28日 | 金球獎           | 最佳原創歌曲         | 《Tigress & Tweed》（安德拉·戴和拉斐尔·萨迪克） | 提名 | [ 22 ] |